# Itcha (Tara)
L'Itcha (en russe : Ича) est une rivière de Russie qui coule dans l'oblast de Novossibirsk. C'est un affluent de la Tara en rive droite. Elle est donc un sous-affluent de l'Ob par la Tara d'abord puis par l'Irtych.

## Géographie
L'Itcha naît dans les marais de Vassiougan, marécages situés au centre-sud de la plaine de Sibérie occidentale, dans la partie nord-ouest de l'Oblast de Novossibirsk, et ce à peine à 30 kilomètres au sud de la source du Vassiougan.
Dès sa naissance, la rivière s'oriente vers le sud. Dans son cours inférieur, elle 
change d'orientation, et prend la direction du sud-ouest. Elle finit ainsi par se jeter dans la section supérieure de la Tara en rive droite, au niveau de la petite localité de Zverevka.

## Hydrométrie - Débits mensuels relevés à Ostaninka
Le débit de la rivière a été observé pendant 12 ans (de 1975 à 1987) à Ostaninka, localité située à 18 kilomètres de son confluent avec la Tara.
Le débit inter annuel moyen ou module observé sur cette période était de 4,74 m3/s pour une surface drainée de 1 650 km2, soit la presque totalité du bassin versant de la rivière. La lame d'eau écoulée dans ce bassin versant se monte ainsi à 91 millimètres par an.
Le débit moyen mensuel observé en mars (minimum d'étiage) est de 0,50 m3/s, soit à peine 2,5 % du débit moyen du mois de mai (21,1 m3/s), ce qui témoigne de l'amplitude très importante des variations saisonnières. Sur la durée d'observation de 12 ans, le débit mensuel minimal a été de 0,24 m3/s (février 1978), tandis que le débit mensuel maximal s'élevait à 46 m3/s (mai 1985).
En considérant la seule période estivale, la plus importante car libre de glaces (de mai à octobre inclus), le débit mensuel minimal observé a été de 0,48 m3/s en août et en septembre 1982.